# More Specials
More Specials är ett musikalbum av den engelska skagruppen The Specials. Det utkom 1980 på skivbolaget 2 Tone. 
Precis som på gruppens debutalbum inleder gruppen albumet med en cover. Största skillnaden från första albumet är att låtarna här är lugnare, albumet har inte ett lika vilt sound.

## Låtlista
Sida 1
1. "Enjoy Yourself (It's Later Than You Think)" (Herb Magidson/Carl Sigman) – 3:39
2. "Rat Race" (Roddy Byers) – 3:07
3. "Man at C & A" (Jerry Dammers/Terry Hall) – 3:36
4. "Hey, Little Rich Girl" (Roddy Byers) – 3:35
5. "Do Nothing" (Lynval Golding) – 3:43
6. "Pearl's Cafe" (Jerry Dammers) – 3:07
7. "Sock It to 'Em J.B." (Clayton Dunn/Rex Garvin/Pete Holman) – 2:56

Sida 2
1. "Stereotypes/Stereotypes, Pt. 2" (Jerry Dammers/Neville Staple) – 7:24
2. "Holiday Fortnight" (Roddy Byers) – 2:45
3. "I Can't Stand It" (Jerry Dammers) – 4:01
4. "International Jet Set" (Jerry Dammers) – 5:37
5. "Enjoy Yourself (Reprise)" (Conrad Magidson/Carl Sigman) – 1:46

Bonus-singel (7" vinyl) på tidiga utgåvor
1. "Braggin' & Tryin' Not to Lie" av Roddy Radiation och The Specials
2. "Rude Boys Outa Jail (Version)" med Neville Staple a.k.a. Judge Roughneck

## Medverkande
The Specials
- Terry Hall – sång
- Lynval Golding – sång, gitarr
- Neville Staple – sång, percussion
- Jerry Dammers – orgel, piano, keyboard
- Roddy Byers – gitarr
- Horace Panter – basgitarr
- John Bradbury – trummor

Bidragande musiker
- Rico Rodriguez – trombon
- Dick Cuthell – kornett, flygelhorn, valthorn
- Lee Thompson, Paul Heskett – saxofon
- Rhoda Dakar – sång
- Belinda, Charlotte och Jane – bakgrundssång

Produktion
- Dave Jordan – musikproducent, ljudtekniker
- Jerry Dammers – musikproducent
- Jeremy "The Blade" Allom – ljudtekniker
- Chalkie Davies, Carol Starr – omslagskonst, foto